# NGC 6408
NGC 6408 ist eine 12,8 mag helle Balkenspiralgalaxie vom Hubble-Typ SBa im Sternbild Herkules und etwa 183 Millionen Lichtjahre von der Milchstraße entfernt.
Sie wurde am 2. Juni 1864 von Albert Marth entdeckt.